# Grundby och Hyggeby
Grundby och Hyggeby är två sammanväxta bebyggelser nordost om Torshälla i Eskilstuna kommun.  Den sammanväxta bebyggelsen klassades från 2020 till 2023 som en småort.